# عامل خطر

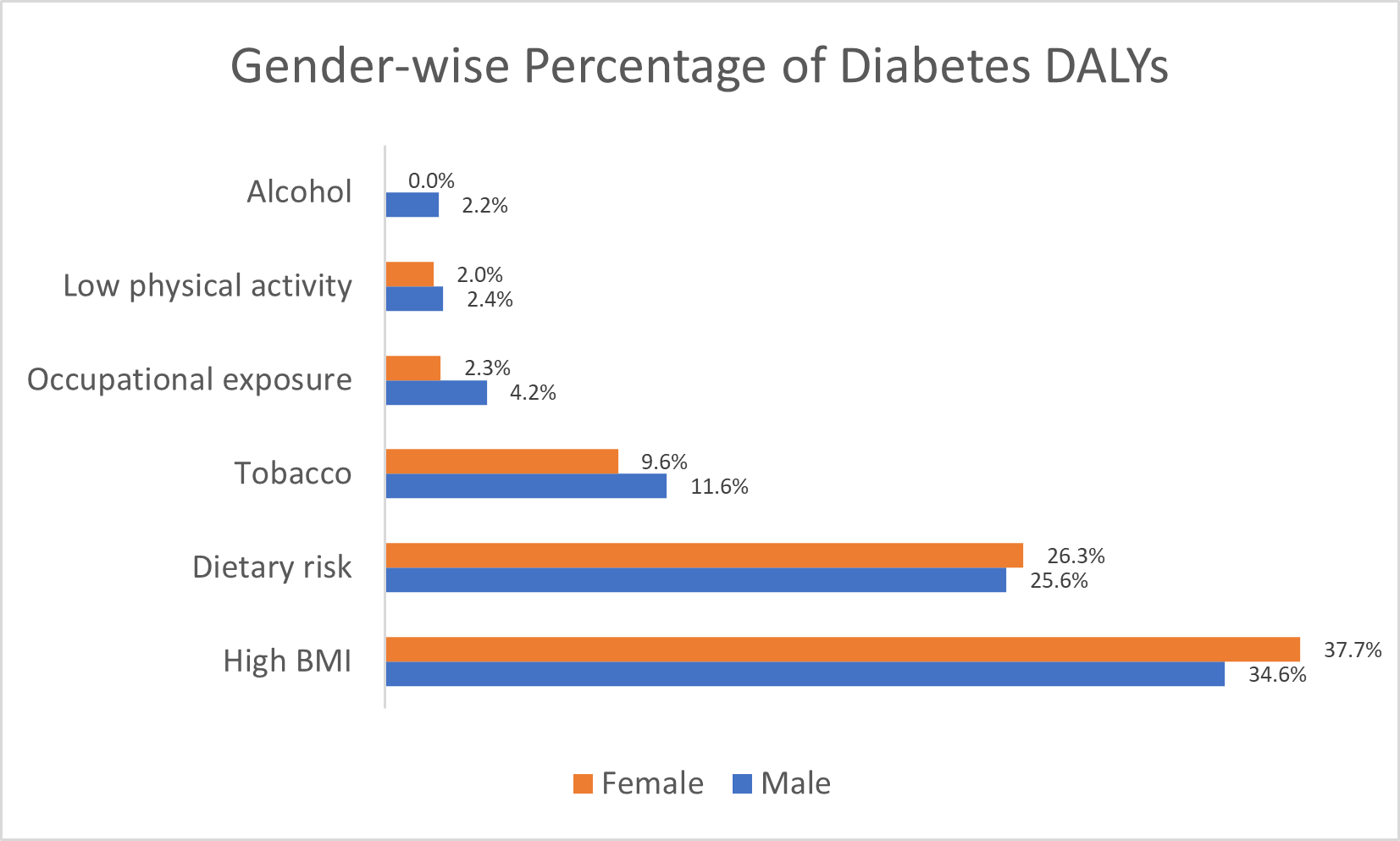
نمودار عامل خطر

در همه‌گیرشناسی، عامل خطر یا ریسک‌فاکتور به هر عاملی گفته می‌شود که ریسک ابتلا به بیماری یا عفونت را افزایش دهد.
گاهی در کنار عامل خطر، از عامل تعیین‌کننده نیز یاد می‌شود، منظور از عامل تعیین‌کننده هر عامل یا واقعه‌ای است که بتواند در وضعیت سلامت یا دیگر ویژگی‌های مشخص فرد یا جمعیت تغییراتی ایجاد کند.